# Mezquita de Adina
La mezquita de Adina está localizada en Firozabad, en el distrito de Malda de Bengala Occidental, habiendo sido la más grande mezquita del período medieval de todo el subcontinente indio. De acuerdo a una inscripción ubicada en su pared posterior, fue construida en el año 1373 por Sikandar Shah, sultán de Bengala e hijo de Shamsuddin Ilyas Shah.
La mezquita está compuesta de tabiques revestidos con piedras en las partes bajas de los muros y de ladrillos descubiertos en las demás secciones. Tiene unas medidas aproximadas de 155 x 87 m de exterior, con columnas acanaladas en sus esquinas y 122 x 46 m en el interior con claustros de arquerías en los lados del patio. La sala de oraciones mide 24 m de anchura y tiene cinco pasillos.
Los domos portaban pechinas triangulares que actualmente se encuentran derruidos, excepto algunos de los claustros del norte de la sala de oraciones. Tenían forma de copa invertida con una curva elíptica, característico de las cúpulas usadas durante toda la época de los sultanatos. La nave central más alta que los claustros estaba cubierta por una bóveda de cañón, la cual debido a su elevación, dominaba la estructura y se podía avistar desde lejos.
Hoy en día la mezquita se encuentra en ruinas. Las únicas partes que han resistido el paso del tiempo son los segmentos del muro poniente, incluyendo la sección trasera del pórtico abovedado. Los aspectos decorativos pueden aún dilucidarse a partir del diseño estructural de las columnas, las pechinas, las mihrabs, la fachada de terracota, los ornamentos de mosaico y las inscripciones caligráficas.
- Datos: Q357320
- Multimedia: Adina Mosque / Q357320